# Muyahidín (Afganistán)

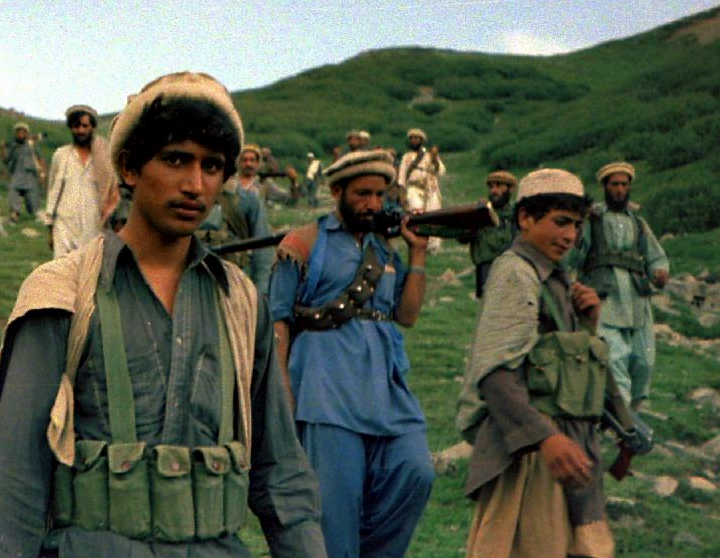
Muyahidines cruzando la frontera para hacer la yihad en Afganistán. 1985.

Un muyahidín es el miembro de alguna de las diversas facciones político-militares que operan en Afganistán desde comienzos de los años 1970. Sus primeras acciones se registraron entre 1973 y 1975.

## Denominación
Muyahidín (pl. muyahidines) es una palabra que designa, en un contexto islámico, a la «persona que hace la yihad», es decir, «alguien que lucha por su fe».
Los rebeldes en Afganistán se denominaban «muyahidines», y este es el nombre con el que son conocidos internacionalmente. Los afganos pastunes los llamaban dushmanes, que significa bandidos o enemigos, y las otras etnias afganas los denominaban basmachí o ashrar, que significa lo mismo. Sin embargo, en la actualidad, los afganos los denominan muyahidines, aunque sin que signifique un reconocimiento positivo de los mismos (un popular grafiti en Kabul los señala como «Muyahidines = Criminales; Talibanes = Burros»).

## Historia
Las primeras acciones armadas de extremistas religiosos en Afganistán tuvieron lugar durante el régimen conocido como «República de Daud», regido por el general Mohammed Daud Khan entre 1973 y 1978. Los servicios secretos de los gobiernos de Estados Unidos y Reino Unido, a través de la estructura estatal de Pakistán y con apoyo de ese gobierno, comenzaron el entrenamiento, en la Provincia de la Frontera del Noroeste, de fundamentalistas religiosos opuestos a Daud. Estos llevaron a cabo sus primeras acciones terroristas en 1973 y una insurrección fallida en 1975.
Tras el triunfo de la Revolución de abril de 1978, un gobierno marxista impulsó distintas reformas sociales con el objetivo de transformar a Afganistán en una república socialista y democrática.

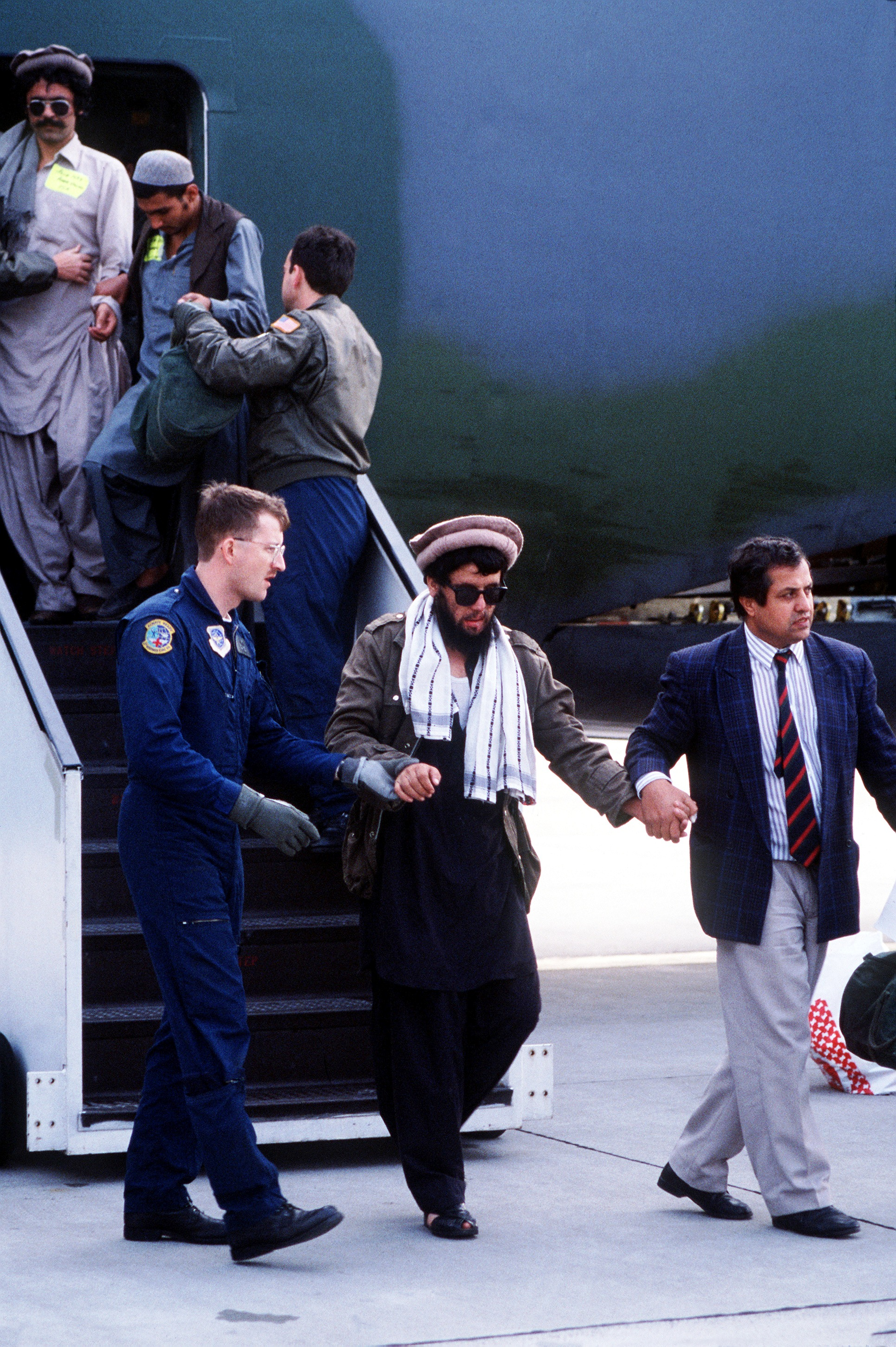
Agentes estadounidenses asistiendo a un muyahidín en 1989.

El gobierno de EE. UU. vio la oportunidad de formar un movimiento anticomunista local fuerte y que amenazara la frontera sur de la Unión Soviética, provocando la intervención del Ejército soviético y así crearle a la superpotencia rival su propio Vietnam. Unos meses después de la Revolución, los agentes de la CIA comenzaron a reclutar yihadistas y establecer emisiones de propaganda para Afganistán desde Pakistán. Desde principios de 1978, oficiales estadounidenses comenzaron a reunirse con los líderes insurgentes para determinar sus necesidades. De acuerdo con el entonces Consejero de Seguridad Nacional Zbigniew Brzezinski, la ayuda de la CIA a los insurgentes en Afganistán fue aprobada oficialmente en julio de 1978. La yihad fue incentivada por la administración Carter y la administración Reagan, que proveyeron de armamentos, equipos modernos, recursos y demás pertrechos a los muyahidines. EE. UU. gastó con los muyahidines aproximadamente 40 mil millones de dólares, durante un periodo de 25 años. El presidente Reagan dijo de ellos:

«Ver los valientes afganos luchadores por la libertad contra modernos arsenales con simples armas de mano es una inspiración para aquellos que aman la libertad.»

Los muyahidines afganos recibieron refuerzos extranjeros: hasta 35.000 yihadistas internacionales reclutados y entrenados por la CIA combatieron en Afganistán contra los comunistas. El más famoso fue Osama bin Laden, de origen saudí, quien creó en esos años su red Al Qaeda como una coordinadora de inteligencia de los muyahidines.
La mayoría de jefes muyahidines utilizaban el dinero de la CIA para recompensas a sus combatientes según el tipo de víctima: matar un soldado enemigo: $250; matar un maestro de escuela: $750; matar un clérigo no-extremista: $2.500; matar una mujer que no usara la burka: $10.000; derribar un avión civil: $25.000 y un avión militar: $30.000. Otros, como Gulbudin Hekmatiar, pagaban en moneda local: por soldado muerto, entre 5.000 y 7.000 afganis; por militante del partido comunista, entre 10.000 y 15.000; por oficial del Ejército, 30.000. También el Comité de Ayuda a los Refugiados Afganos, que recibía las donaciones internacionales para la asistencia social de la víctimas de la guerra, ofrecía recompensas. El muyahidín que las reclamase debía certificar la muerte con una oreja cercenada de la víctima.
La ayuda estadounidense acabó, en cierto modo, influyendo en la producción cinematográfica de este país, sesgando las películas que trataran la temática de la guerra afgana hacia una visón más "amable" de los muyahidines, presentados como valientes guerreros que luchaban contra las fuerzas de ocupación soviéticas. Ejemplo de esto son filmes tales como The Living Daylights, Rambo III, The Beast o Charlie Wilson's War.
La yihad contra los comunistas terminó en 1992, cuando los muyahidines entraron en Kabul, pero las facciones continuaron luchando entre sí hasta la última guerra 2001-2021.

## Facciones
| Organización                                                                                  | Años                                                | Líderes | Combatientes |
| --------------------------------------------------------------------------------------------- | --------------------------------------------------- | --- | --- |
| Hezbi Islami: - Hezbi Islami Gulbuddin (HIG) - Hezbi Islami Jalis - Hezbi Islami Jalid Faruqi | HIG: 1975-actual HI-J: 1979-2006 HI-JF: 1980-actual | Gulbuddin Hekmatyar Mohammad Yunus Jalis † Jalid Farooqi                                                                   | 30.000 Gulbuddin y Jalis (1991) 5.000 Jalid (1991) 30.000 Gulbuddin (1990) 10.000 Jalis (1990) 1.000 Gulbuddin (2007) 50.000 todas las facciones (1996)                                                                                           |
| Jamiat-i Islami: Shura-e Nazar                                                                | 1968-actual 1984-2001                               | Burhanuddin Rabbani Ahmad Shah Masud † Mohammed Fahim                                                                      | 1.000 (1980) 5.000 (1984) 12-13.000 (1989) 11-12.000 (1991) 10.000 (1992) 20.000 (1990) |
| Hezbe-i Wahdat (IUPA)                                                                         | 1989-actual                                         | Mohammad Mohaqiq Karim Khalili Abdul Ali Mazari †                                                                          | 15-30.000 (1990) 86.000 (1993-95) |
| Harakat-i Islami (MIA)                                                                        | 1978-2005                                           | Muhammad Asif Muhsini | 10.000 (1991) |
| Ittehad-i Islami (IULA)                                                                       | Inicios de los 1980-2005                            | Abdul Rasul Sayyaf | 20.000 (1990) |
| Junbish-i Milli Islami (NIMA)                                                                 | 1978-actual                                         | Abdul Rashid Dostum | 9.000 (1991) |
| Mahaz-i Milli Islami (NIFA)                                                                   | 1980 -actual                                        | Syed Ahmed Gaillani | 8.000 (1991) 18.000 (1990) |
| Harakat-i Inquilabi-e Islami (IRM)                                                            | 1978-actual                                         | Maulvi Mohammad Nabi Mohammad                                                                                              | 20.000 (1990) |
| Jabba-e-Nejat-e-Milli (ANLF)                                                                  | 1980-actual                                         | Sebghatullah Mojaddidi | 18.000 (1990) |
| MAK                                                                                           | 1984-~1995                                          | Abdullah Yusuf Azzam † Osama bin Laden †                                                                                   | Desconocidas |
| Al Qaeda                                                                                      | 1988-actual                                         | Osama Bin Laden † Aymán al-Zawahirí Saeed al-Masri † Mohammed Atef † Abu Laith al-Libi †                                   | 500-600 (1998-99) 300-500 (Pakistán, 2009) 50-100 (Afganistán, 2010) |
| Talibanes                                                                                     | 1994-actual                                         | Mulá Mohammad Omar Mulá Abdul Ghani Baradar Mulá Obaidullah Akhund (P.D.G.) Mulá Dadullah Akhund † Bakht Mohammed (P.D.G.) | 25.000 (1995) 25-45.000 (1996) 45.000 (1998-99) - 9-10.000 pakistaníes (1998-99) 45.000 (2001): - 15.000 afganos - 10.000 árabes - 2-3.000 de Asia Central - Miles de pakistaníes 1-2.000 (2003) 5-20.000 (2007) 7-11.000 (2008) 25-36.000 (2010) |
| IMU                                                                                           | 1991-actual                                         | Jumma Kasimov † Tohir Yo‘ldosh † Abu Usman Adil Usman Jan                                                                  | 500 (2006) 5 -10.000 (2009) |
| Red Haqqani                                                                                   | 2000-actual                                         | Sirajuddin Haqqani | 1.000 (2007) |
| Jaish-e-Mohammed (JeM)                                                                        | 2002-actual                                         | Maulana Masood Azhar | 10.000 (2000) |
| Lashkar-e-Toiba (LeT)                                                                         | 1990-actual                                         | Hafiz Muhammad Saeed | 1.000 (2005) |
| IJU                                                                                           | 2002-actual                                         | Tohir Yuldashev | Desconocidas |
| TNSM                                                                                          | 1992-actual                                         | Sufi Muhammad Maulana Fazlullah                                                                                            | 10.000 (2006) |

## Crímenes de guerra
Las facciones muyahidines fueron denunciadas por violaciones a los derechos humanos, crímenes de guerra y otras atrocidades:
- Destrucción de casi 2.000 escuelas y 31 hospitales, saqueo de 906 cooperativas campesinas, destrucción de variadas empresas, centrales eléctricas y 41 mil km de líneas de comunicación;[38]
- Envenenamiento de alumnas de un liceo;[38]
- Reclutamientos de niños para la guerra;
- Asesinato de civiles desarmados: por ejemplo, el 9-11-1982 una columna de cerca de 1.000 jóvenes que iban a trabajar en el valle de Panjshir sufrió una emboscada y fueron masacrados; el 4-9-1985 los terroristas derribaron un avión de la aerolínea nacional Bakhtar cuando despegaba del aeropuerto de Kandahar, matando a las 52 personas a bordo;
- Asesinato del general Fateh Muhammad, miembro del Comité Nacional del Frente Nacional Patriótico, el 12 de julio de 1981;[39]
- Atentado terrorista del 30 de octubre de 1982: 1000 muertos en el túnel Salang, al norte de Kabul;[39]
- En Herat, 1984: violación, asesinato y descuartizamiento de una maestra y su hermana;[40]
- Atentado en el aeropuerto de Kabul en agosto de 1984: 27 muertos y 200 heridos, a manos de Hezbi Islami;[40]
- Asesinato de nueve personas mediante una bomba en el aeropuerto de la capital (4 de noviembre de 1984);[39]
- Asesinato de 183 civiles mediante ataques con cohetes en una semana (agosto de 1989);[39]
- Masacre de 500 miembros del Ejército ya capturados;[41]
- Exterminio de todos los habitantes de la aldea Mian Pusht, que fueron quemados vivos, al igual que todos los obreros de una fábrica de algodón;[40]
- Aplicación sistemática de torturas y mutilaciones;[40]
- Masacre de un centenar de personas por las fuerzas Rabbani-Masud de una etnia rival;[42]
- Saqueos y violaciones sexuales masivas por las fuerzas de Masud;[42]
- Violaciones de niñas y mujeres por milicianos de distintas facciones;[43]
- Bombardeo de civiles.[43]

Tanto durante la guerra anticomunista, así como durante la guerra entre facciones y el actual conflicto, todas las facciones muyahidines se enriquecieron con la producción y tráfico de opio, así como con el tráfico de órganos.